# Zwergsonnenblumen
Die Zwergsonnenblumen (Helianthella) sind eine Pflanzengattung in der Unterfamilie der Asteroideae innerhalb der Familie der Korbblütler (Asteraceae). Die neun bis zehn Arten sind von Kanada bis Mexiko verbreitet.

## Beschreibung

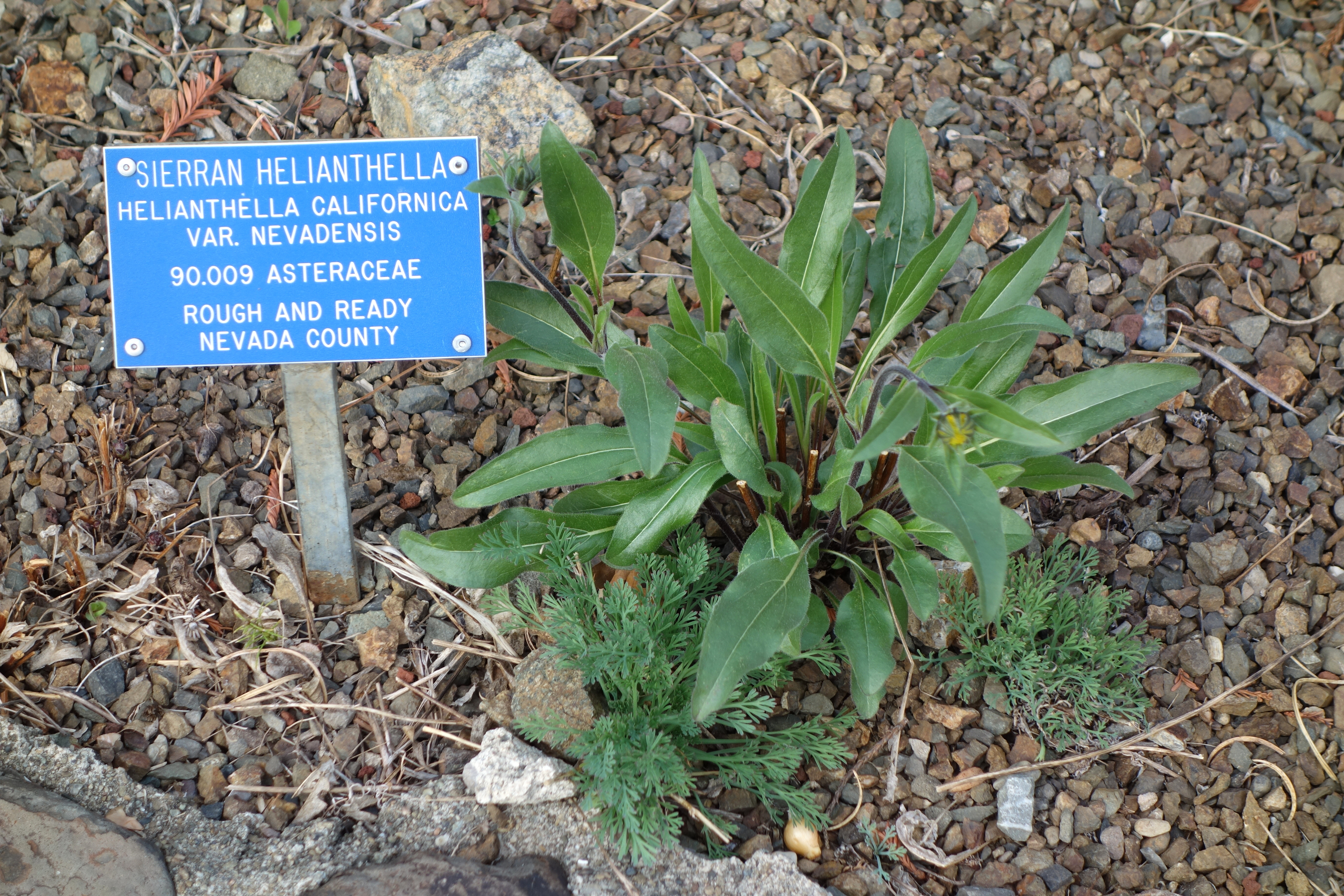
Einfache Laubblätter von Helianthella californica subsp. nevadensis

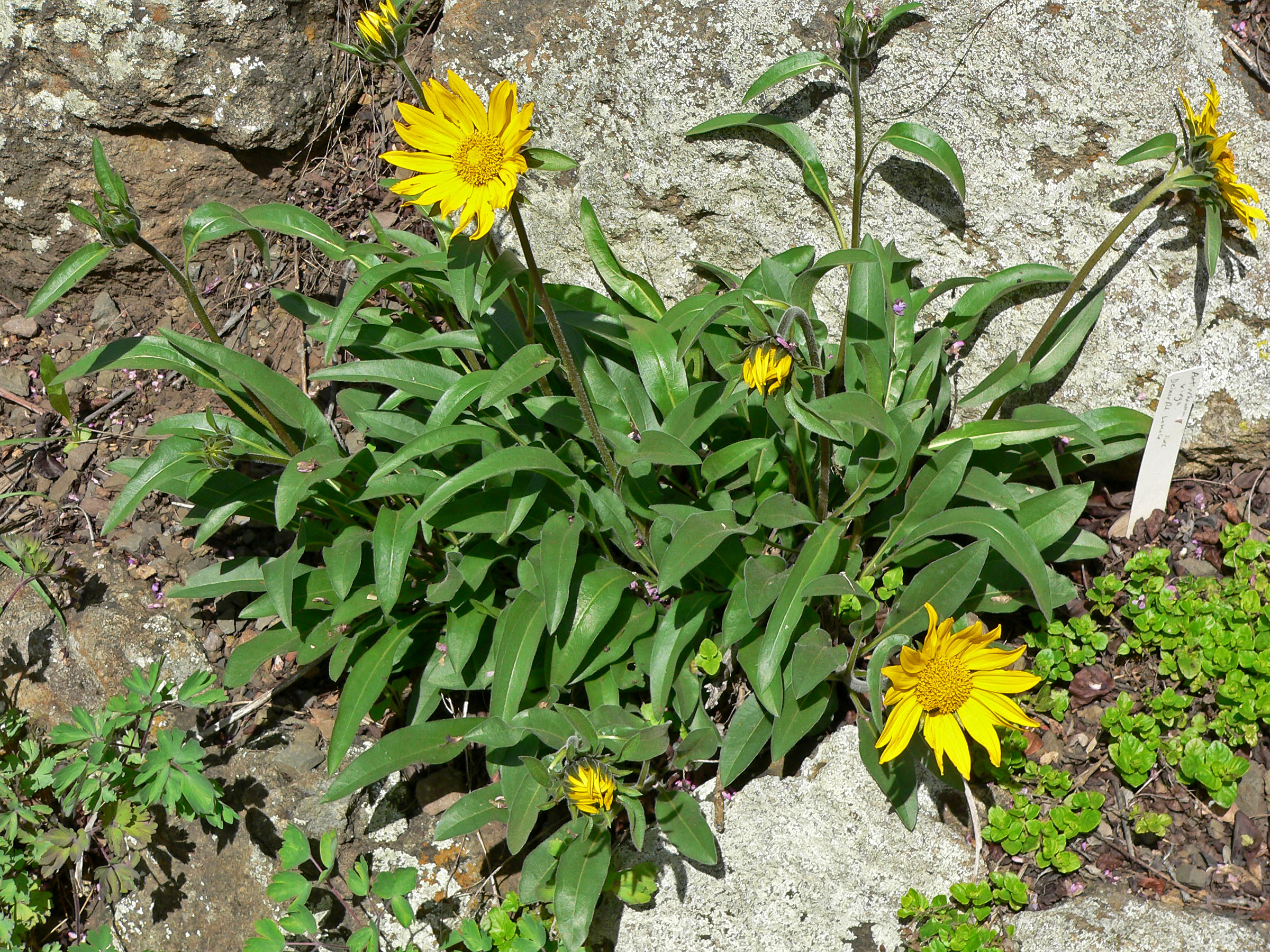
Habitus von Helianthella castanea

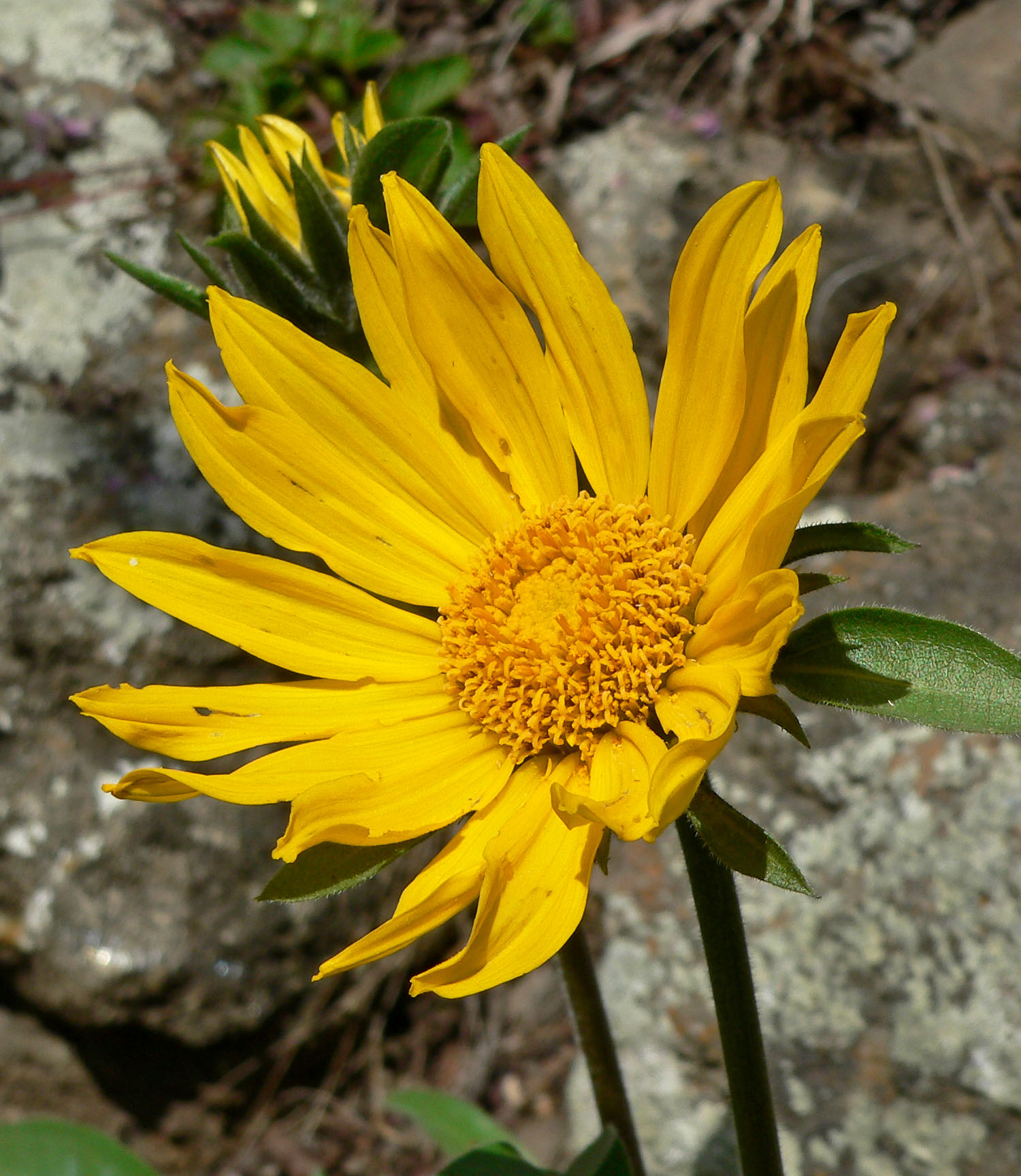
Körbchenförmiger Blütenstand von Helianthella castanea

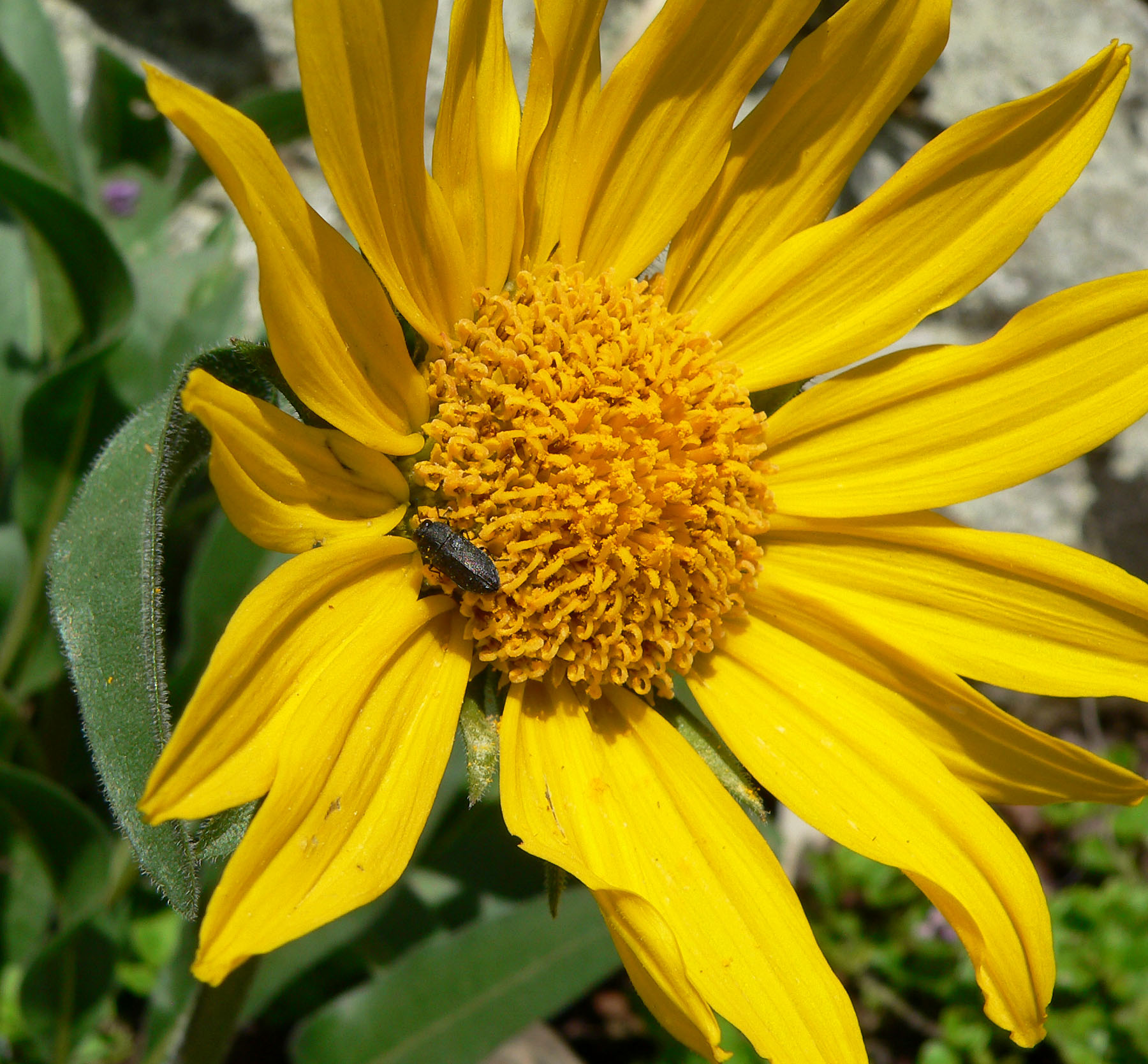
Detail eines körbchenförmigen Blütenstandes von Helianthella castanea. Bei vielen Röhrenblüten wurde bereits der Pollen nach oben „gebürstet“.

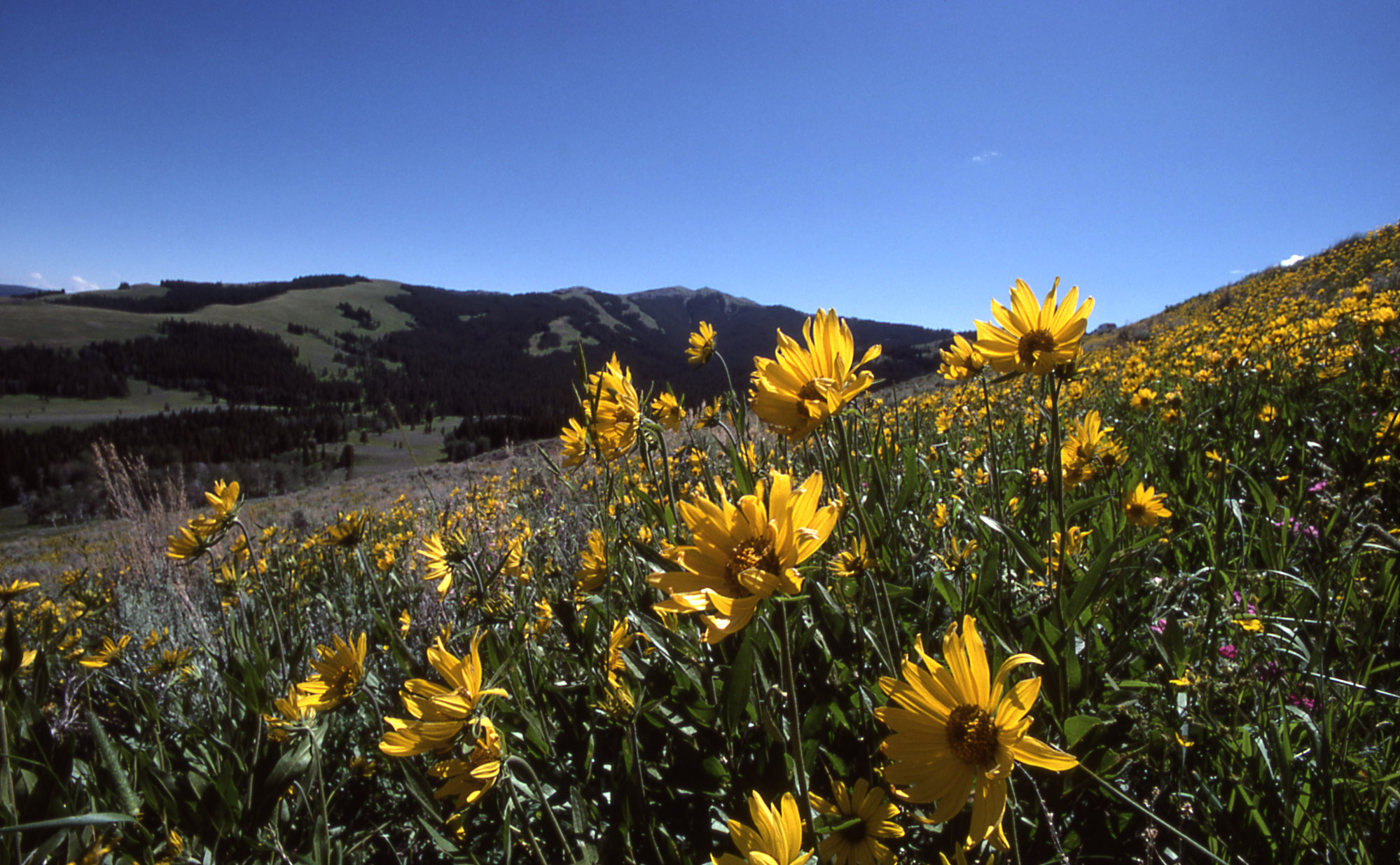
Helianthella uniflora

### Vegetative Merkmale
Helianthella-Arten wachsen als ausdauernde krautige Pflanzen, die je nach Art meist Wuchshöhen von 20 bis 150 Zentimetern erreichen. Die aufrechten Stängel sind meist verzweigt.
Die gegenständig und wechselständig, grundständig und an den Stängeln verteilt angeordneten Laubblätter sind meist gestielt. Die Blattspreite ist einfach mit drei oder fünf Blattnerven bereits ab oder nahe der Spreitenbasis. Der Blattrand ist glatt. Die Blattoberflächen sind glatt oder behaart.

### Generative Merkmale
Die köpfchenförmigen Blütenstände stehen einzeln endständig oder zu zweit bis 15 in verzweigten, schirmtraubigen Gesamtblütenständen zusammen. Die kreisförmigen Blütenkörbe weisen Durchmesser von 1 bis 5 Zentimetern auf. In mehr oder weniger drei Reihen stehen 22 bis 32 Hüllblätter; sie sind in Form und Größe fast gleich bis stark verschieden. Die Blütenkorbböden sind mehr oder weniger konvex. Es sind Spreublätter vorhanden.
Die Blütenkörbe enthalten acht bis 21 Zungenblüten und 30 bis über 200 Röhrenblüten. Die ungeschlechtigen Zungenblüten (= Strahlenblüten) sind gelb und die Zunge endet dreizähnig. Die zwittrigen, fertilen Röhrenblüten (= Scheibenblüten) sind meist gelb oder braun bis purpurfarben mit fünf Kronzipfel.
Die kantigen Achänen sind bräunlich. Der Pappus besteht aus zwei pfriemförmigen Schuppen und manchmal zusätzlich bis mehr als vier kleineren, zerschlitzten Schuppen, die manchmal alle mehr oder weniger verwachsen sein können; der Pappus kann auch fehlen.

## Systematik und Verbreitung
Die Gattung Helianthella wurde 1842 durch John Torrey und Asa Gray in Synoptical Flora of North America, 2, Seite 333 aufgestellt. Der botanische Gattungsname Helianthella ist abgeleitet aus dem Gattungsnamen der Sonnenblumen Helianthus und dem lateinischen -ella als Verkleinerung (Diminutiv). Typusart ist Helianthella uniflora (Nuttall) Torrey & A.Gray
Die Gattung Helianthella gehört zur Subtribus Enceliinae aus der Tribus Heliantheae in der Unterfamilie der Asteroideae innerhalb der Familie der Korbblütler (Asteraceae).
Das Verbreitungsgebiet der Gattung Helianthella reicht vom nördlichen Mexiko mit vier Arten bis ins westliche Nordamerika mit sechs Arten.
In der Gattung Helianthella gibt es neun bis zehn Arten:
- Helianthella californica A.Gray: Die drei Unterarten kommen in den westlichen USA vor:
  - Helianthella californica A.Gray subsp. californica: Sie kommt in Kalifornien vor.[1]
  - Helianthella californica subsp. nevadensis (Greene) W.A.Weber: Sie kommt in Kalifornien, in Oregon und im nordwestlichen Nevada vor.[1]
  - Helianthella californica subsp. shastensis (W.A.Weber) W.A.Weber: Sie kommt in Kalifornien vor.[1]
- Helianthella castanea Greene: Dieser Endemit ist nur aus dem San Francisco Bay Gebiet in Kalifornien bekannt und gedeiht in Höhenlagen von 0 bis 1200 Metern.[2]
- Helianthella ciliata S.F.Blake: Die Heimat ist Mexiko.
- Helianthella durangensis B.L.Turner: Sie kommt nur im nördlichen mexikanischen Bundesstaat Durango vor.
- Helianthella gypsophila B.L.Turner: Die zwei Varietäten kommen in Mexiko vor:
  - Helianthella gypsophila var. calcarea B.L.Turner
  - Helianthella gypsophila B.L.Turner var. gypsophila
- Helianthella mexicana A.Gray: Sie kommt in den nördlichen mexikanischen Bundesstaaten San Luis Potosi und Zacatecas vor.
- Helianthella microcephala (A.Gray) A.Gray: Sie gedeiht in Höhenlagen von 1700 bis 2800 Metern kommt in der Colorado-Plateau Provinz in Arizona, Colorado, New Mexico und Utah vor[2]
- Helianthella parryi A.Gray: Sie gedeiht in Bergwäldern in Höhenlagen von 2400 bis 3600 Meter in Arizona, Colorado und New Mexico.[2]
- Fünfnervige Zwergsonnenblume (Helianthella quinquenervis (Hook.) A.Gray): Sie gedeiht vor allem in den Rocky Mountains, Great Basin Ranges und Black Hills in Höhenlagen von 1400 bis 3600 Meter in den US-Bundesstaaten: Arizona, Colorado, Idaho, Montana, Nevada, Oregon, South Dakota, Wyoming sowie New Mexico und in den nördlichen mexikanischen Bundesstaaten Chihuahua sowie Nuevo León.[2]
- Helianthella uniflora (Nuttall) Torrey & A.Gray: Die zwei Varietäten gedeihen in Höhenlagen von 300 bis 3400 Metern:
  - Helianthella uniflora var. douglasii (Torr. & A.Gray) W.A.Weber: Sie kommt im südlichen British Columbia, in Washington, Oregon und im nördlichen Idaho vor.[1]
  - Helianthella uniflora (Nuttall) Torrey & A.Gray var. uniflora: Sie kommt in Colorado, Idaho, Utah, Wyoming, Montana, Arizona und Nevada vor.[1]

Nicht mehr zur Gattung gehören:
- Helianthella argophylla (D.C.Eaton) A.Gray ⇒ Tithonia argophylla D.C.Eaton
- Helianthella covillei A.Nelson ⇒ Enceliopsis covillei (A.Nelson) S.F.Blake
- Helianthella grandiflora Torr. & A.Gray ⇒ Phoebanthus grandiflora (Torr. & A.Gray) S.F.Blake
- Helianthella tenuifolius Torr. & A.Gray ⇒ Phoebanthus tenuifolius (Torr. & A.Gray) S.F.Blake